# Характеристична функция
Характеристична функция е математически термин, който може да се срещне в различни контексти, но най-често в два:
- теория на множествата: характеристична функция на множество, и
- теория на вероятностите: характеристична функция на случайна величина.

## В теория на множествата
Характеристична функция на множество в класическата бинарна логика е функция, която приема стойност 1 в точките, които принадлежат на дадено множество, и стойност 0 в точките, които не принадлежат на множеството.

## В теория на вероятностите
Нека {\displaystyle F(x_{1},...,x_{n})} е {\displaystyle n}-мерна функция на разпределение върху ({\displaystyle \mathbb {R} ^{n}},{\displaystyle {\mathfrak {B}}^{n}}). Функцията
{\displaystyle \phi (t)=\phi _{F}(t)=\int \limits _{R^{n}}e^{i\left\langle t,x\right\rangle }dF(x)}
({\displaystyle t\in \mathbb {R} }, {\displaystyle \left\langle t,x\right\rangle }={\displaystyle \sum _{i=1}^{n}t_{i}x_{i}})
се нарича характеристична функция на разпределението {\displaystyle F}.